# Charles Sedgwick Minot
Pour les articles homonymes, voir Sedgwick et Minot.
Charles Sedgwick Minot est un  biologiste américain, né le 23 décembre 1852 dans le quartier de Roxbury à Boston et mort le 19 novembre 1914.
Il obtient son Bachelor of Sciences au Massachusetts Institute of Technology en 1872. Il complète son cursus dans les universités de Leipzig, de Paris et de Wurtzbourg, de 1873 à 1876. Minot étudie notamment la physiologie notamment les muscles et leurs croissances sous Karl Friedrich Wilhelm Ludwig (1816-1895) à Leipzig. Il obtient son doctorat de sciences à Harvard en 1878 et son titre de Doctor of Laws à Yale en 1899. Il sera également diplômé des universités de Toronto en 1804 et de St Andrews (Écosse) en 1911. Il obtient un deuxième doctorat de sciences en 1902.
Il fait l’essentiel de sa carrière à Harvard, d'abord comme maître-assistant : de 1880 à 1883, il y enseigne l’embryologie, de 1883 à 1887, l’embryologie et l’histologie. À partir de 1887, il est professeur-assistant puis professeur à partir de 1895. En 1912, il dirige le laboratoire d’anatomie comparée.
Minot fait partie de nombreuses sociétés savantes dont l’American Association for the Advancement of Science (qu’il dirige en 1900), l’American Academy of Arts and Sciences, la Boston Society of Natural Sciences, l’Académie nationale des sciences, ainsi que de nombreuses autres sociétés étrangères.
Il est notamment l’auteur de Human Embryology (1892), Bibliography of Vertebrate Embryology (1892), A Laboratory Text-Book of Embryology (1903, réédité en 1910), Age, Growth and Death (1908), Die Methode der Wissenschaft (1913), Problèmes modernes de la biologie (1913, traduit également en anglais).
Outre ses études descriptives du placenta et sa définition de l’évolution cellulaire durant sa croissance, on lui doit l’invention de deux modèles de microtomes automatiques encore utilisés aujourd’hui en biologie.